# Fresnes-sous-Coucy
Fresnes-sous-Coucy (até 2017: Fresnes) é uma comuna francesa na região administrativa de Altos da França, no departamento de Aisne. Estende-se por uma área de 7,3 km². Em 2010 a comuna tinha 163 habitantes (densidade: 22,3 hab./km²).